# Intraco (wieżowiec)
Intraco, pierwotnie Intraco I – jeden z pierwszych w Warszawie drapaczy chmur. Został wybudowany w latach 70. XX w. na Muranowie, na rogu ulic Stawki i Marcelego Nowotki (obecnie ul. gen. Władysława Andersa).

## Opis

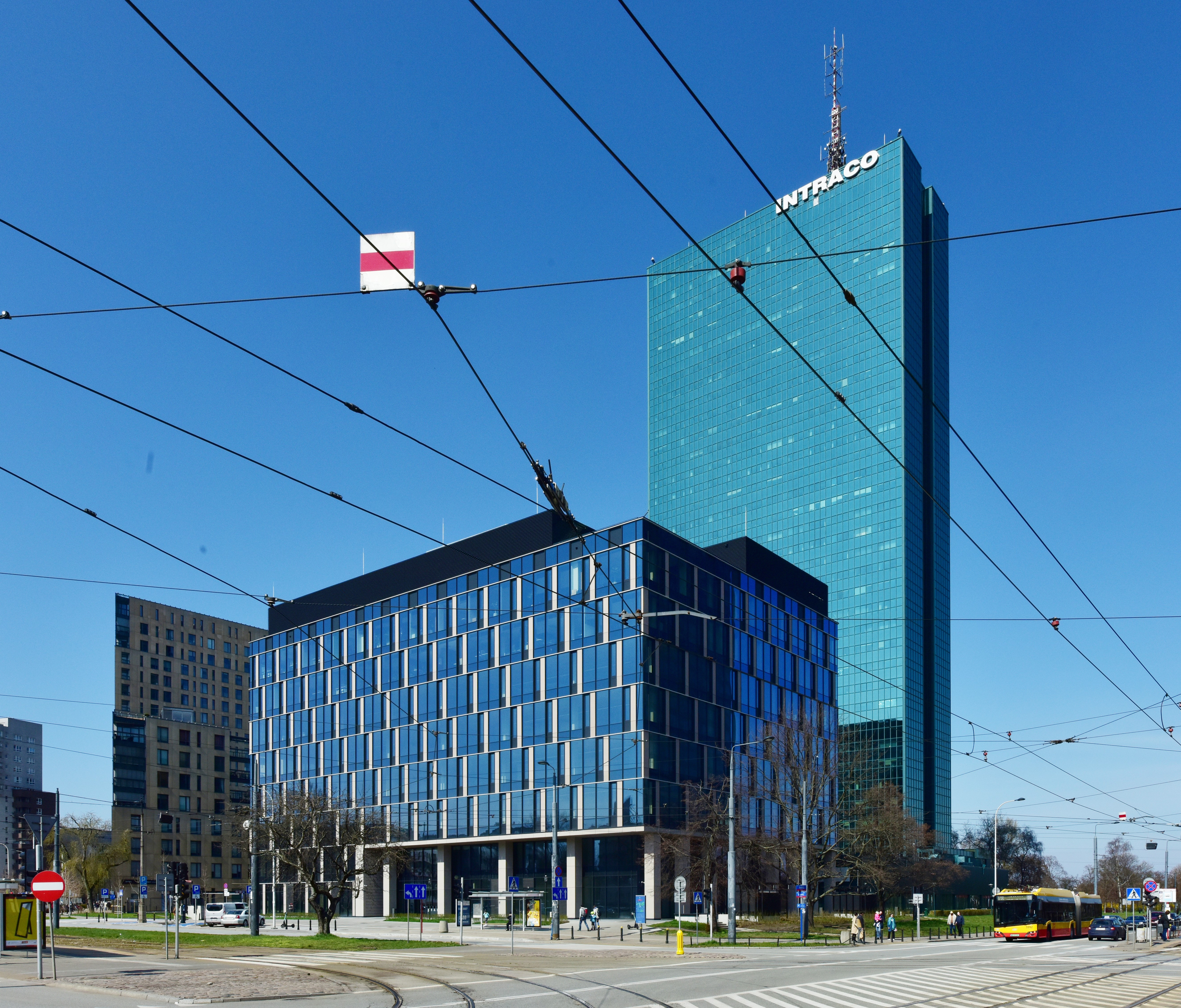
Biurowce Intraco i Intraco Prime (2023)

Wieżowiec został zbudowany w latach 1973–1975 przez szwedzką spółkę BPA Byggproduktion AB dla Przedsiębiorstwa Handlu Zagranicznego „Intraco”, z przeznaczeniem dla zagranicznych przedstawicielstw techniczno-handlowych. Dla swoich pracowników budujących Intraco I szwedzkie przedsiębiorstwo wybudowało przy ul. Lektykarskiej  cztery dwupiętrowe budynki o błękitnych zewnętrznych klatkach schodowych przystawionych do przechodnich tarasów.
Wieżowiec zaprojektowany przez szwedzkiego architekta Petera Diebitscha jest typowym późnomodernistycznym biurowcem. Posiada pryzmatyczną bryłę ściany i ciemnozieloną lustrzaną ścianę kurtynową. Zastąpiła ona w 1998 oryginalną elewację ceramiczną wykonaną według projektu Mirosława Duchowskiego, ze względu na jej zużycie. 
Intraco ma 138 metrów wysokości i 39 kondygnacji. Pomieszczenia biurowe zajmują ok. 31,5 tys. m². W budynku znajdują się również m.in. dwie restauracje, sale konferencyjne, bar, kiosk, fryzjer, kwiaciarnia, salon odnowy biologicznej oraz podziemny parking, który może pomieścić 200 pojazdów. 
W latach 1975–1978 Intraco I był najwyższym biurowcem Warszawy. W 1978 przy ul. Chałubińskiego 8 wzniesiono biurowiec pod nazwą Intraco II (obecnie Chałubińskiego 8). W 1975 miało w nim siedzibę 60 zagranicznych przedsiębiorstw.
W 2013 roku właściciel wieżowca, Polski Holding Nieruchomości (PHN), ogłosił wstępne plany postawienia obok drugiego, niższego biurowca, a następnie wyburzenia Intraco i zastąpienia go nową wieżą. W 2016 roku PHN podjął decyzję o rezygnacji z wyburzenia na rzecz sukcesywnego remontu oraz budowy drugiego budynku biurowego klasy A. W latach 2020−2022 w miejscu parkingu znajdującego się przed wieżowcem (od strony ulicy Stawki) powstał biurowiec o nawiązującej do niego nazwie – Intraco Prime.
W czerwcu 2025 roku PHN ogłosił decyzję o wyburzeniu Intraco i wybudowania w jego miejsce nowego wieżowca, tłumacząc to wysoką energochłonnością wieżowca, niskimi kondygnacjami uniemożliwiającymi wprowadzenie do przestrzeni biurowych nowoczesnych rozwiązań i brakiem możliwości modernizacji. Nowy wieżowiec ma mieć taką samą wysokość i nawiązywać stylistycznie do oryginału.